# Гаспези — Острова Мадлен

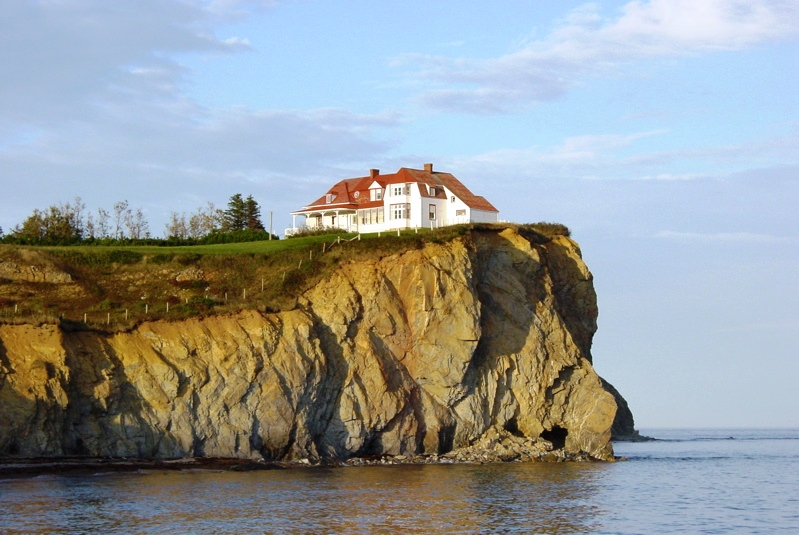
Скалы Персе в Гаспези

Гаспези́ — Острова́ Мадле́н (фр. Gaspésie–Îles-de-la-Madeleine) — административный регион на востоке провинции Квебек (Канада), основанный 22 декабря 1987 года. Состоит из 5 региональных муниципалитетов на полуострове Гаспези и архипелага Островов Мадлен. В списке регионов провинции Квебек имеет условный номер «11».

## География
Расположен на южном берегу эстуария р. Св. Лаврентия. Как и следует из названия, регион занимает оконечность п-ова Гаспе, а также Мадленские острова в заливе Святого Лаврентия. Административная столица и наибольший населённый пункт — город Гаспе (14.819 чел). По оценке на 2005 г. в регионе проживало лишь 1,3 % от всего населения Квебека.

## Характеристика
- Население: 96 924 (2006 г., перепись)
- Площадь: 20 272 км²
- Плотность населения: 4,8 чел./км²
- Рождаемость: 7,8 ‰ (2006)
- Смертность: 9 ‰ (2006)

Традиционные занятия в регионе — рыболовство и лесозаготовки. С конца 1970-х годов испытывает экономические и, как следствие, демографические трудности. Относится к депрессивным регионам Квебека, хотя в последнее время делаются попытки оживить его с помощью экологического туризма. Естественная убыль усугубляется миграционным оттоком на юго-запад провинции.

## Языки
- Франкофоны: 89,7 %
- Англофоны: 9,2 %
- Билингвы: 0,7 %
- Аллофоны: 0,4 %

Доля англофонов постепенно снижается, хотя он по-прежнему выше чем по Квебеку в целом (9,2 %).